# Conseil national sicule
Le Conseil national sicule (en hongrois : Székely Nemzeti Tanács,abrégé en SzNT ; en roumain : Consiliul Național Secuiesc, abrégé en CNS) est une organisation politique de Roumanie, premier représentant de la minorité sicule en Transyvlanie.

## Contexte
Les Sicules, dont l'origine est toujours sujette à débat, représentent une partie de la communauté magyare de Roumanie. Du million et demi de Hongrois de Roumanie, plus de 600 000 personnes forment cette communauté en très forte majorité dans les județe de Harghita, Covasna et une partie de Mureș. Cette région est nommée Pays sicule (Székelyföld en hongrois, Ținutul Secuiesc en roumain) et se situe au centre de la Roumanie.
Entre 1200 et 1867, cette région bénéficiait d'une autonomie au sein de la Transylvanie et du Royaume de Hongrie. Elle était divisée en sièges (szék en hongrois, à rapprocher du nom de Székely): Maros, Udvarhely, Csík, Haromszék et Aranyos. Ces sièges jouissaient d'une autonomie territoriale, bénéficiaient d'une propre administration, de droits et de franchises spécifiques, abolis lors du compromis austro-hongrois de 1867, quand ces sièges sont devenus des comitats hongrois, puis des județe roumains après la dislocation de l'Autriche-Hongrie à la fin de la Première Guerre mondiale.
Entre 1952 et 1968, le régime communiste de Roumanie a mis en place une Province autonome magyare qui correspondait grosso modo au pays sicule. La chute du communisme en 1989 a permis le rétablissement des libertés civiles et politiques, mais la Roumanie a conservé la structure territoriale en 41 départements égaux, adoptée par la République socialiste de Roumanie en 1968, alors que le Conseil national sicule milite pour une fédéralisation de la Roumanie afin d'obtenir l'autonomie territoriale du pays sicule.

## Histoire
Le 7 janvier 2003, un groupe sicule indépendant du Conseil national hongrois de Transylvanie (en) (EMNT) a été créé à Ciumani (Gyergyócsomafalva): le Corps de lancement du Conseil national sicule (Székely Nemzeti Tanács Kezdeményező Testülete). Les membres de cette organisation ont tout d'abord salué le rapport sur les régions autonomes comme solutions aux conflits européens d'Andreas Gross de l'Assemblée Parlementaire du Conseil de l'Europe.
C'est le 16 octobre 2003 que le Conseil national sicule a été créé avec comme premier président József I. Csapó qui démissionnera en 2006. Entre 2006 et 2008, Imre Fodor a assuré l'intérim puis il a été remplacé après des élections par l'actuel président, Balázs Izsák.